# Myristica pilosigemma
Myristica pilosigemma är en tvåhjärtbladig växtart som beskrevs av W.J. de Wilde. Myristica pilosigemma ingår i släktet Myristica och familjen Myristicaceae. Inga underarter finns listade i Catalogue of Life.